# Fényes Családi Nap
A Fényes Családi Nap egy tatai szabadtéri rendezvény, melynek programjait színpadi produkciók és sportprogramok, valamint családi vetélkedők, kézműves foglalkozások alkotják évről évre.
A rendezvény szervezői: Tata Város Önkormányzata, a Fényes Fürdő Kft., a Tatai Városkapu Zrt. és a Tatai Városgazda Kft.
A Fényes Családi Nap időpontjai voltak: 2009. május 10., 2010. június 5., 2011. június 5.

## Fellépők
Az eddigi rendezvényeken fellépett a Pom-Pom és a Pinocchio Bábcsoport, Délibáb Bábszínház, a Galéria Fitness Stúdió, Prímavera Táncstúdió, a Talentum Ugróköteles Csoport, a Csevergő Énekegyüttes, Keresztes Ildikó énekes, Varga Miklós énekes, Crystal együttes.

## Célja
A program a magyar–szlovák határ menti térségek közös fejlesztését célozza, valamint az emberek és közösségek közötti társadalmi és kulturális összetartozás növelését.

## Külső hivatkozások
- Családi nap a Fényesen
- Újabb sikeres kezdeményezés: Fényes Családi Nap
- Új helyszínen, változatlan programokkal a Családi Nap!
- II. Fényes Családi Nap szőgyéni vendégekkel[halott link]
- Fényes Családi Nap 2011. június 5-én vasárnap